# Maricopodynerus festivus
Maricopodynerus festivus är en stekelart som beskrevs av Richard Mitchell Bohart 1988. Maricopodynerus festivus ingår i släktet Maricopodynerus och familjen Eumenidae. Inga underarter finns listade i Catalogue of Life.